# Aimé Terme
Aimé Terme, né le 25 septembre 1945 à La Grand-Combe, est un haltérophile français qui fut médaillé d’or à Varsovie en 1969 avec 140 kg à l’arraché (championnats du monde et d’Europe), médaille d’or en 1970 toujours à l’arraché à Columbus (États-Unis) avec 142,5 kg (championnats du Monde), médaille de bronze aux championnats d’Europe 1971 avec 137,5 kg, médaille d’or aux championnats d’Europe 1972 à Constanza (Roumanie) avec 140 kg, médaille d’argent aux championnats du monde 1972 avec 142,5 kg à Munich.

## Palmarès

### Historique
Avec 1,68 m pour 75 kg, c'est un poids moyen. En 1969, aux championnats du monde et d’Europe à Varsovie, avec 140,0 kg à l'arraché, c'est la médaille d’or. Puis en 1970, toujours à l'arraché, il remporte une nouvelle une médaille d’or, aux championnats du monde avec 142,5 kg.
Ensuite, en 1971, avec 137,5 kg, c'est une médaille de bronze aux championnats d’Europe. Nouvelle médaille d’or, en 1972, aux championnats d’Europe à Constanza (Roumanie), avec 140,0 kg. Enfin, une médaille d’argent, toujours en 1972, aux championnats du monde à Munich, avec 142,5 kg.
Durant sa carrière, c'est l'amélioration de pas moins de 20 records nationaux, mais aussi de 2 records d’Europe: le 13 novembre 1969 (143,5 kg) et le 24 juin 1972 (145,5 kg). C'est l'Iranien TrabulsiI, avec 146,0 kg, qui prendra le record du monde 5 jours après.
Il fut champion de France en 1970, 1972, 1973, 1974 et fut entraîneur national.

### Championnats du monde
- Médaille d'or à l'arraché en 1969 avec 140,0 kg
- Médaille d'or à l'arraché en 1970 avec 142,5 kg
- Médaille d'argent à l'arraché en 1972 avec 140,0 kg

### Championnats d'Europe
- Médaille d'or à l'arraché en 1969 avec 140,0 kg
- Médaille d'or à l'arraché en 1972 avec 145,5 kg
- Médaille de bronze à l'arraché en 1971 137,5 kg

### Jeux olympiques
- 15e sur 67.5–75 kg Hommes en 1972

## Citation

### De sa part
Aimé Terme a souvent dit « Dans ma vie sportive, j’aurai appris à souffrir sans mots dire ».
Sur le plan sportif, ses souvenirs les plus marquants (dixit) :
- Avoir fait monter le drapeau tricolore par deux fois au sommet du mat en 1969, et pouvoir ainsi entendre “la Marseillaise ” sur la plus haute marche du podium devant 7 000 spectateurs en Pologne. Souvenir sacré surtout si nous le situons dans le contexte; un Français en Pologne qui se place devant un athlète Russe.
- La plus belle victoire et la plus grande bataille d’athlète se sont déroulées à Columbus (États-Unis) en 1970 où en se battant pour à nouveau conquérir la plus haute marche du podium et faire entendre la Marseillaise au peuple Américain.

Sur le plan anecdotique, Aimé se souvient avoir serré la main du Général de Gaulle et avoir été impressionné, avoir été invité à Matignon par le Premier Ministre (Monsieur Messmer), avoir “ferraillé ” avec le colonel Crespin, directeur des sports de l’époque.

### De la part des autres
À La Grand Combe (où ses parents tenaient un magasin de légumes, en bas de la rue Sainte Barbe), il s'entraînait avec Novak (de Trescol). C'était dans une salle sous la pont de la gare, en bordure de la rue qui allait aux HLM du Riste et à la passerelle conduisant aux Salles du Gadon. Après, quand il a dépassé le stade local, il s'est affilié au Comité Régional d'haltérophilie.

## Distinctions (Licences)
Il a été licencié en premier à La Grand-Combe, puis à SM Montrouge, à l'AC Montpellier et enfin à H.C. Palavas.